# لي مين هاي
لي مين هاي (بالكورية: 이민혜) مواليد 11 أكتوبر 1985، هي دراجة كورية جنوبية في صنف سباق الدراجات على الطريق. شاركت في دورة الألعاب الأولمبية الصيفية.

## الميداليات
| الميدالية | المسابقة                   |
| --------- | -------------------------- |
| ذهبية     | دورة الألعاب الآسيوية 2010 |

## روابط خارجية
- لي مين هاي على موقع أرشيف الدراجات (الإنجليزية)
- لي مين هاي على موقع أوليمبيديا (الإنجليزية)